# Persistèncias
Persistèncias, Sinfonia concertante para guitarra (amplificada) y orquestra is een compositie van Leonardo Balada.
Het werk werd geschreven op verzoek van de gitarist Narciso Yepes. Alhoewel het al in 1972 geschreven werd, vond de eerste uitvoering pas plaats op 9 januari 1987. Yepes was toen wel de solist en liet zich begeleiden door het Nationaal Symfonieorkest van Spanje onder leiding van Jesús López Cobos. Het stuk werd al snel op concertreis meegenomen naar Japan.
In deze sinfonia concertante “strijdt” de solist met het orkest. Daarbij komen steeds dezelfde thema’s terug. Vandaar dat de titel luidt "Persistèncias" (volhardingen). 
Balada schreef het voor:
- sologitaar
- 2 dwarsfluiten, 2 hobo’s, 2 klarinetten, 2 fagotten
- 2 hoorns, 3 trompetten, 2 trombones
- 2 man/vrouw percussie, piano
- violen, altviolen, celli, contrabassen